# 5 pluviôse
5 nivôse 5 ventôse
Le quintidi 5 pluviôse, officiellement dénommé jour du taureau, est le 125e jour de l'année du calendrier républicain.
C'était généralement le 24e jour du mois de janvier dans le calendrier grégorien.